# نمای جایگاه

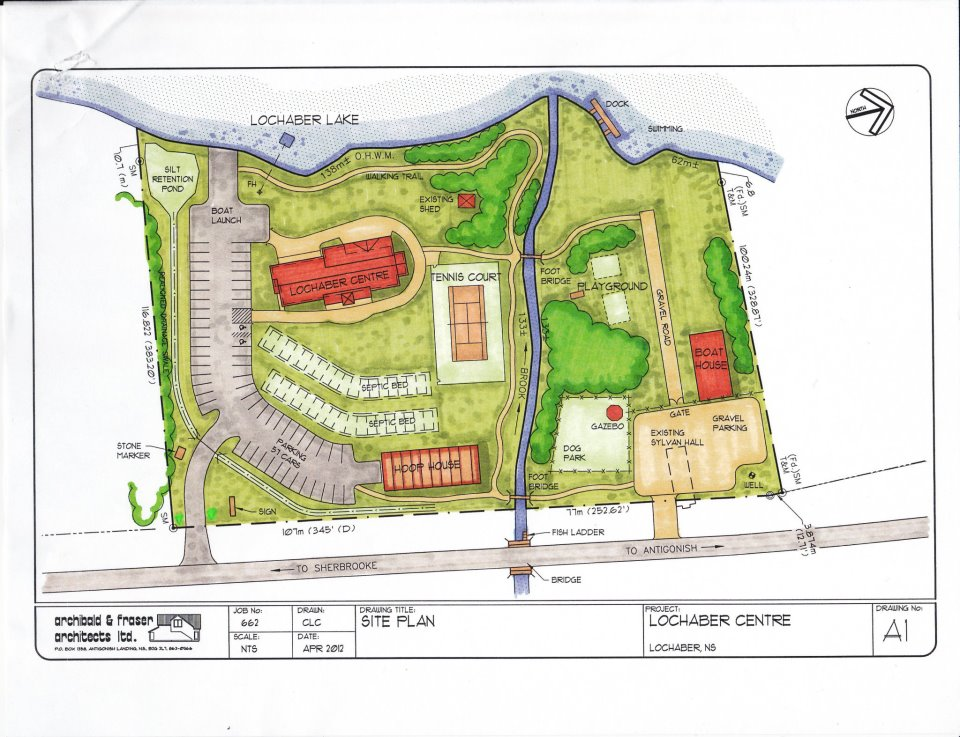
نمونه نمای جایگاه

نمای جایگاه یا نقشه جایگاه یا نقشه سایت (به انگلیسی: Site plan)، نوعی نقشه است که توسط معماران، معماران منظر، شهرسازان و مهندسان استفاده می‌شود که شرایط موجود و پیشنهادی را برای یک منطقه معین نشان می‌دهد، معمولاً قطعه زمینی که باید اصلاح شود. نمای جایگاه‌ها معمولاً ساختمان‌ها، جاده‌ها، پیاده‌روها و مسیرها، پارکینگ، تأسیسات زهکشی، خطوط فاضلاب بهداشتی، خطوط آب، روشنایی، و محوطه‌سازی و عناصر باغ را نشان می‌دهد.
چنین طرحی از یک سایت «نمایشی گرافیکی از آرایش ساختمان‌ها، پارکینگ‌ها، مسیرهای رانندگی، چشم‌انداز و محوطه‌سازی و هر ساختار دیگری که بخشی از یک پروژه توسعه است» را ارائه می‌کند.